# Superior (làng), Wisconsin
Superior là một làng thuộc quận Douglas, tiểu bang Wisconsin, Hoa Kỳ. Năm 2006, dân số của làng này là 500 người.